# Olympische Sommerspiele 2012/Teilnehmer (Georgien)
| Gelbes Symbol für Goldmedaillen mit stilisierten Olympischen Ringen | Graues Symbol für Silbermedaillen mit stilisierten Olympischen Ringen | Braundes Symbol für Bronzemedaillen mit stilisierten Olympischen Ringen |
| ------------------------------------------------------------------- | --------------------------------------------------------------------- | ----------------------------------------------------------------------- |
| 1                                                                   | 2                                                                     | 3                                                                       |

Georgien nahm in London an den Olympischen Spielen 2012 teil. Es war die insgesamt fünfte Teilnahme an Olympischen Sommerspielen. Das Georgische Olympische Komitee nominierte 35 Athleten in elf Sportarten.

## Medaillengewinner

### Gold
| Name                     | Sportart | Wettkampf                |
| ------------------------ | -------- | ------------------------ |
| Lascha Schawdatuaschwili | Judo     | Männer, Klasse bis 66 kg |

### Silber
| Name                        | Sportart | Wettkampf                                           |
| --------------------------- | -------- | --------------------------------------------------- |
| Rewas Laschchi              | Ringen   | Männer, Klasse bis 60 kg, griechisch-römischer Stil |
| Wladimer Chintschegaschwili | Ringen   | Männer, Klasse bis 55 kg, Freistil                  |

Dem Ringer Dawit Modsmanaschwili (Freistil bis 120 kg) wurde die gewonnene Silbermedaille wegen Dopings aberkannt.

### Bronze
| Name                | Sportart | Wettkampf                                           |
| ------------------- | -------- | --------------------------------------------------- |
| Manuchar Zchadaia   | Ringen   | Männer, Klasse bis 66 kg, griechisch-römischer Stil |
| Dato Marsagischwili | Ringen   | Männer, Klasse bis 84 kg, Freistil                  |
| Giorgi Gogschelidse | Ringen   | Männer, Klasse bis 96 kg, Freistil                  |

## Teilnehmer nach Sportarten

### Bogenschießen
| Athleten         | Wettbewerb | Qualifikation | Qualifikation | 1. Runde            | 1. Runde | 2. Runde              | 2. Runde | Achtelfinale  | Achtelfinale  | Viertelfinale | Viertelfinale | Halbfinale    | Halbfinale    | Finale        | Finale        | Rang          |
| Athleten         | Wettbewerb | Ringe         | Rang          | Gegner              | Ergebnis | Gegner                | Ergebnis | Gegner        | Ergebnis      | Gegner        | Ergebnis      | Gegner        | Ergebnis      | Gegner        | Ergebnis      | Rang          |
| ---------------- | ---------- | ------------- | ------------- | ------------------- | -------- | --------------------- | -------- | ------------- | ------------- | ------------- | ------------- | ------------- | ------------- | ------------- | ------------- | ------------- |
| Frauen           |            |               |               |                     |          |                       |          |               |               |               |               |               |               |               |               |               |
| Kristine Essebua | Einzel     | 642           | 34            | D. van Lamoen Chile | 6:0      | Lee Sung-jin Südkorea | 6:2      | ausgeschieden | ausgeschieden | ausgeschieden | ausgeschieden | ausgeschieden | ausgeschieden | ausgeschieden | ausgeschieden | ausgeschieden |

### Boxen
| Athleten       | Wettbewerb              | 1. Runde                        | 1. Runde | Achtelfinale  | Achtelfinale  | Viertelfinale | Viertelfinale | Halbfinale    | Halbfinale    | Finale        | Finale        | Rang          |
| Athleten       | Wettbewerb              | Gegner                          | Ergebnis | Gegner        | Ergebnis      | Gegner        | Ergebnis      | Gegner        | Ergebnis      | Gegner        | Ergebnis      | Rang          |
| -------------- | ----------------------- | ------------------------------- | -------- | ------------- | ------------- | ------------- | ------------- | ------------- | ------------- | ------------- | ------------- | ------------- |
| Männer         |                         |                                 |          |               |               |               |               |               |               |               |               |               |
| Merab Turkadse | Bantamgewicht bis 56 kg | Mohammed Amine Ouadahi Algerien | Walkover | ausgeschieden | ausgeschieden | ausgeschieden | ausgeschieden | ausgeschieden | ausgeschieden | ausgeschieden | ausgeschieden | ausgeschieden |

### Gewichtheben
| Athleten           | Wettbewerb         | Reißen  | Reißen | Stoßen                | Stoßen                | Zweikampf | Zweikampf | Rang |
| Athleten           | Wettbewerb         | Gewicht | Rang   | Gewicht               | Rang                  | Gewicht   | Rang      | Rang |
| ------------------ | ------------------ | ------- | ------ | --------------------- | --------------------- | --------- | --------- | ---- |
| Männer             |                    |         |        |                       |                       |           |           |      |
| Rauli Zirekidse    | Klasse bis 85 kg   | 162     |        | 200                   |                       | 362       | 9         | 9    |
| Gia Matschawariani | Klasse bis 105 kg  | 185     |        | kein gültiger Versuch | kein gültiger Versuch | -         | -         | -    |
| Irakli Turmanidse  | Klasse über 105 kg | 201     |        | 232                   |                       | 433       | 5         | 5    |

### Judo
| Athleten                 | Wettbewerb         | 1. Runde Round of 64     | 1. Runde Round of 64 | 2. Runde Round of 32          | 2. Runde Round of 32 | Achtelfinale Round of 16          | Achtelfinale Round of 16 | Viertelfinale Quarter Final        | Viertelfinale Quarter Final | Hoffnungsrunde Halbfinale Repechage | Hoffnungsrunde Halbfinale Repechage | Halbfinale            | Halbfinale    | Hoffnungsrunde Finale Bronze Medal | Hoffnungsrunde Finale Bronze Medal | Finale                | Finale        | Rang          |
| Athleten                 | Wettbewerb         | Gegner                   | Ergebnis             | Gegner                        | Ergebnis             | Gegner                            | Ergebnis                 | Gegner                             | Ergebnis                    | Gegner                              | Ergebnis                            | Gegner                | Ergebnis      | Gegner                             | Ergebnis                           | Gegner                | Ergebnis      | Rang          |
| ------------------------ | ------------------ | ------------------------ | -------------------- | ----------------------------- | -------------------- | --------------------------------- | ------------------------ | ---------------------------------- | --------------------------- | ----------------------------------- | ----------------------------------- | --------------------- | ------------- | ---------------------------------- | ---------------------------------- | --------------------- | ------------- | ------------- |
| Männer                   |                    |                          |                      |                               |                      |                                   |                          |                                    |                             |                                     |                                     |                       |               |                                    |                                    |                       |               |               |
| Betkili Schukwani        | Klasse bis 60 kg   | Arnie Dickins Australien | 103 - 000            | Sofiane Milous Frankreich     | 011 - 100            | ausgeschieden                     | ausgeschieden            | ausgeschieden                      | ausgeschieden               | ausgeschieden                       | ausgeschieden                       | ausgeschieden         | ausgeschieden | ausgeschieden                      | ausgeschieden                      | ausgeschieden         | ausgeschieden | ausgeschieden |
| Lascha Schawdatuaschwili | Klasse bis 66 kg   | Freilos                  | Freilos              | Alejandro Zuñiga Chile        | 101 - 0002           | David Larose Frankreich           | 100 - 0001               | Colin Oates Vereinigtes Königreich | 100 - 000                   | -                                   | -                                   | Masashi Ebinuma Japan | 100 - 000     | -                                  | -                                  | Miklós Ungvári Ungarn | 001 - 0001    | Gold          |
| Nugzar Tatalashvili      | Klasse bis 73 kg   | Ki-Chun Wang Südkorea    | 000 - 001            | ausgeschieden                 | ausgeschieden        | ausgeschieden                     | ausgeschieden            | ausgeschieden                      | ausgeschieden               | ausgeschieden                       | ausgeschieden                       | ausgeschieden         | ausgeschieden | ausgeschieden                      | ausgeschieden                      | ausgeschieden         | ausgeschieden | ausgeschieden |
| Awtandil Tschrikischwili | Klasse bis 81 kg   | Freilos                  | Freilos              | Tomislav Marijanović Kroatien | 010 - 0001           | Travis Stevens Vereinigte Staaten | 0001 - 1001              | ausgeschieden                      | ausgeschieden               | ausgeschieden                       | ausgeschieden                       | ausgeschieden         | ausgeschieden | ausgeschieden                      | ausgeschieden                      | ausgeschieden         | ausgeschieden | ausgeschieden |
| Warlam Liparteliani      | Klasse bis 90 kg   | -                        | -                    | Dieudonné Dolassem Kamerun    | 0101 - 0003          | Mark Anthony Australien           | 002 - 0101               | ausgeschieden                      | ausgeschieden               | ausgeschieden                       | ausgeschieden                       | ausgeschieden         | ausgeschieden | ausgeschieden                      | ausgeschieden                      | ausgeschieden         | ausgeschieden | ausgeschieden |
| Lewan Schorscholiani     | Klasse bis 100 kg  | -                        | -                    | Daniel Brata Rumänien         | 0102 - 0013          | Elmar Qasımov Aserbaidschan       | 0011 - 0002              | ausgeschieden                      | ausgeschieden               | ausgeschieden                       | ausgeschieden                       | ausgeschieden         | ausgeschieden | ausgeschieden                      | ausgeschieden                      | ausgeschieden         | ausgeschieden | ausgeschieden |
| Adam Okruaschwili        | Klasse über 100 kg | -                        | -                    | Andreas Tölzer Deutschland    | 0201 - 0003          | ausgeschieden                     | ausgeschieden            | ausgeschieden                      | ausgeschieden               | ausgeschieden                       | ausgeschieden                       | ausgeschieden         | ausgeschieden | ausgeschieden                      | ausgeschieden                      | ausgeschieden         | ausgeschieden | ausgeschieden |

### Leichtathletik
Laufen und Gehen
| Athleten         | Wettbewerb   | Vorlauf | Vorlauf | Halbfinale    | Halbfinale    | Finale        | Finale        | Rang          |
| Athleten         | Wettbewerb   | Zeit    | Rang    | Zeit          | Rang          | Zeit          | Rang          | Rang          |
| ---------------- | ------------ | ------- | ------- | ------------- | ------------- | ------------- | ------------- | ------------- |
| Männer           |              |         |         |               |               |               |               |               |
| Dawit Ilariani   | 110 m Hürden | 13,90 s | 8.      | ausgeschieden | ausgeschieden | ausgeschieden | ausgeschieden | ausgeschieden |
| Maciej Rosiewicz | 50 km Gehen  | –       | –       | –             | –             | 4:05:20 h     | 44.           | 44.           |

Springen und Werfen
| Athleten             | Wettbewerb | Qualifikation         | Qualifikation         | Finale        | Finale        | Rang          |
| Athleten             | Wettbewerb | Weite/Höhe            | Rang                  | Weite/Höhe    | Rang          | Rang          |
| -------------------- | ---------- | --------------------- | --------------------- | ------------- | ------------- | ------------- |
| Frauen               |            |                       |                       |               |               |               |
| Maiko Gogoladse      | Weitsprung | 7,26 m                | 35.                   | ausgeschieden | ausgeschieden | ausgeschieden |
| Männer               |            |                       |                       |               |               |               |
| Boleslaw Schirtladse | Weitsprung | ohne gültigen Versuch | ohne gültigen Versuch | ausgeschieden | ausgeschieden | ausgeschieden |

### Radsport
Straße
| Athleten         | Wettbewerb    | Zeit | Rang |
| ---------------- | ------------- | ---- | ---- |
| Männer           |               |      |      |
| Giorgi Nadiradse | Straßenrennen | DNF  | DNF  |

### Ringen
| Athleten                         | Wettbewerb        | 1. Runde              | 1. Runde | Achtelfinale       | Achtelfinale | Viertelfinale        | Viertelfinale | Halbfinale       | Halbfinale    | Hoffnungsrunde Viertelfinale | Hoffnungsrunde Viertelfinale | Hoffnungsrunde Halbfinale | Hoffnungsrunde Halbfinale | Hoffnungsrunde Finale | Hoffnungsrunde Finale | Finale                | Finale        | Rang         |
| Athleten                         | Wettbewerb        | Gegner                | Ergebnis | Gegner             | Ergebnis     | Gegner               | Ergebnis      | Gegner           | Ergebnis      | Gegner                       | Ergebnis                     | Gegner                    | Ergebnis                  | Gegner                | Ergebnis              | Gegner                | Ergebnis      | Rang         |
| -------------------------------- | ----------------- | --------------------- | -------- | ------------------ | ------------ | -------------------- | ------------- | ---------------- | ------------- | ---------------------------- | ---------------------------- | ------------------------- | ------------------------- | --------------------- | --------------------- | --------------------- | ------------- | ------------ |
| griechisch-römischer Stil Männer |                   |                       |          |                    |              |                      |               |                  |               |                              |                              |                           |                           |                       |                       |                       |               |              |
| Rewas Laschchi                   | Klasse bis 60 kg  | Freilos               | Freilos  | Sayed Abdelmoneim  | 3:0          | Saur Kuramagomedow   | 3:0           | Həsən Əliyev     | 3:1           | –                            | –                            | –                         | –                         | –                     | –                     | Omid Noroozi          | 0:3           | Silber       |
| Manuchar Zchadaia                | Klasse bis 66 kg  | Freilos               | Freilos  | Pascal Strebel     | 3:0          | Ashraf al-Gharably   | 3:0           | Tamás Lőrincz    | 0:3           | –                            | –                            | –                         | –                         | –                     | –                     | Frank Stäbler         | 3:0           | Bronze       |
| Surab Datunaschwili              | Klasse bis 74 kg  | Kim Jin-hyeok         | 3:0      | Ben Provisor       | 3:0          | Emin Achmadow        | 1:3           | ausgeschieden    | ausgeschieden | ausgeschieden                | ausgeschieden                | ausgeschieden             | ausgeschieden             | ausgeschieden         | ausgeschieden         | ausgeschieden         | ausgeschieden | 7.           |
| Wladimer Gegeschidse             | Klasse bis 84 kg  | Freilos               | Freilos  | Saman Tahmasebi    | 3:1          | Wassyl Ratschyba     | 3:1           | Alan Chugajew    | 0:3           | –                            | –                            | –                         | –                         | Daniyal Gadschiew     | 1:3                   | ausgeschieden         | ausgeschieden | 5.           |
| Soso Dschabidse                  | Klasse bis 96 kg  | Freilos               | Freilos  | Elis Guri          | 1:3          | ausgeschieden        | ausgeschieden | ausgeschieden    | ausgeschieden | ausgeschieden                | ausgeschieden                | ausgeschieden             | ausgeschieden             | ausgeschieden         | ausgeschieden         | ausgeschieden         | ausgeschieden | 13.          |
| Guram Perselidse                 | Klasse bis 120 kg | Freilos               | Freilos  | Andrés Ayub        | 3:0          | Mijaín López         | 0:3           | ausgeschieden    | ausgeschieden | Freilos                      | Freilos                      | Abdelrahman al-Trabely    | 3:1                       | Rıza Kayaalp          | 0:3                   | ausgeschieden         | ausgeschieden | 5.           |
| Freistil Männer                  |                   |                       |          |                    |              |                      |               |                  |               |                              |                              |                           |                           |                       |                       |                       |               |              |
| Wladimer Chintschegaschwili      | Klasse bis 55 kg  | Ibrahim Farag         | 3:1      | Radoslaw Welikow   | 3:1          | Amit Kumar           | 3:1           | Shin’ichi Yumoto | 3:1           | –                            | –                            | –                         | –                         | –                     | –                     | Dschamal Otarsultanow | 1:3           | Silber       |
| Malchas Sarkua                   | Klasse bis 60 kg  | Freilos               | Freilos  | Wassyl Fedoryschyn | 3:0          | Coleman Scott        | 0:5           | ausgeschieden    | ausgeschieden | ausgeschieden                | ausgeschieden                | ausgeschieden             | ausgeschieden             | ausgeschieden         | ausgeschieden         | ausgeschieden         | ausgeschieden | 9.           |
| Otar Tuschischwili               | Klasse bis 66 kg  | Freilos               | Freilos  | Ichtijor Nawrusow  | 1:3          | ausgeschieden        | ausgeschieden | ausgeschieden    | ausgeschieden | ausgeschieden                | ausgeschieden                | ausgeschieden             | ausgeschieden             | ausgeschieden         | ausgeschieden         | ausgeschieden         | ausgeschieden | 12.          |
| Dawit Chuzischwili               | Klasse bis 74 kg  | Pürewdschawyn Önörbat | 3:1      | Augusto Midana     | 3:1          | Denis Zargusch       | ausgeschieden | ausgeschieden    | ausgeschieden | ausgeschieden                | ausgeschieden                | ausgeschieden             | ausgeschieden             | ausgeschieden         | ausgeschieden         | ausgeschieden         | 7.            |              |
| Dato Marsagischwili              | Klasse bis 84 kg  | Freilos               | Freilos  | Orgodolyn Üitümen  | 3:1          | Jaime Yusept Espinal | 1:3           | ausgeschieden    | ausgeschieden | –                            | –                            | –                         | –                         | Andrew Dick           | 5:0                   | Saslan Hatzyjeu       | 3:1           | Bronze       |
| Giorgi Gogschelidse              | Klasse bis 96 kg  | Freilos               | Freilos  | Saleh Emara        | 5:0          | Nicolae Ceban        | 3:0           | Jakob Varner     | 0:3           | –                            | –                            | –                         | –                         | –                     | –                     | Kurban Kurbanow       | 3:1           | Bronze       |
| Dawit Modsmanaschwili            | Klasse bis 120 kg | Freilos               | Freilos  | Jesse Ruíz         | 3:0          | Daulet Schabanbay    | 3:0           | Biljal Machow    | 3:1           | –                            | –                            | –                         | –                         | –                     | –                     | Artur Taymazov        | 0:3           | DSQ (Doping) |

### Schießen
| Athleten        | Wettbewerb        | Qualifikation | Qualifikation | Finale        | Finale        | Ringe         | Rang          |
| Athleten        | Wettbewerb        | Ringe         | Rang          | Ringe         | Rang          | Ringe         | Rang          |
| --------------- | ----------------- | ------------- | ------------- | ------------- | ------------- | ------------- | ------------- |
| Frauen          |                   |               |               |               |               |               |               |
| Nino Salukwadse | Luftpistole 10 m  | 376           | 33.           | ausgeschieden | ausgeschieden | ausgeschieden | ausgeschieden |
| Nino Salukwadse | Sportpistole 25 m | 581           | 15.           | ausgeschieden | ausgeschieden | ausgeschieden | ausgeschieden |

### Schwimmen
| Athleten         | Wettbewerb  | Vorlauf     | Vorlauf | Halbfinale    | Halbfinale    | Finale        | Finale        | Rang          |
| Athleten         | Wettbewerb  | Zeit        | Rang    | Zeit          | Rang          | Zeit          | Rang          | Rang          |
| ---------------- | ----------- | ----------- | ------- | ------------- | ------------- | ------------- | ------------- | ------------- |
| Männer           |             |             |         |               |               |               |               |               |
| Irakli Bolkwadse | 200 m Brust | 2:15,86 min | 28.     | ausgeschieden | ausgeschieden | ausgeschieden | ausgeschieden | ausgeschieden |

### Tennis
| Athleten                                    | Wettbewerb | 1. Runde                            | 1. Runde       | 2. Runde      | 2. Runde       | Achtelfinale  | Achtelfinale  | Viertelfinale | Viertelfinale | Halbfinale    | Halbfinale    | Finale        | Finale        |
| Athleten                                    | Wettbewerb | Gegner                              | Ergebnis       | Gegner        | Ergebnis       | Gegner        | Ergebnis      | Gegner        | Ergebnis      | Gegner        | Ergebnis      | Gegner        | Ergebnis      |
| ------------------------------------------- | ---------- | ----------------------------------- | -------------- | ------------- | -------------- | ------------- | ------------- | ------------- | ------------- | ------------- | ------------- | ------------- | ------------- |
| Frauen                                      |            |                                     |                |               |                |               |               |               |               |               |               |               |               |
| Anna Tatischwili                            | Einzel     | Stephanie Vogt                      | 6:2, 6:0       | Nadja Petrowa | 3:6, 7:65, 2:6 | ausgeschieden | ausgeschieden | ausgeschieden | ausgeschieden | ausgeschieden | ausgeschieden | ausgeschieden | ausgeschieden |
| Anna Tatischwili Margalita Tschachnaschwili | Doppel     | Andreja Klepač / Katarina Srebotnik | 6:70, 6:3, 2:6 | ausgeschieden | ausgeschieden  | ausgeschieden | ausgeschieden | ausgeschieden | ausgeschieden | ausgeschieden | ausgeschieden | ausgeschieden | ausgeschieden |

### Trampolinturnen
| Athleten      | Wettbewerb | Qualifikation | Qualifikation | Finale | Finale | Rang |
| Athleten      | Wettbewerb | Punkte        | Rang          | Punkte | Rang   | Rang |
| ------------- | ---------- | ------------- | ------------- | ------ | ------ | ---- |
| Frauen        |            |               |               |        |        |      |
| Luba Golowina | Einzel     | 101,740       | 6.            | 52.925 | 7.     | 7.   |